# Koenenkade
De Koenenkade is een weg in de gemeenten Amsterdam en Amstelveen in de Nederlandse provincie Noord-Holland. De weg loopt vanaf de Amstelveenseweg in de Amsterdamse wijk Buitenveldert in westelijke richting. De weg is door de gemeente Nieuwer-Amstel genoemd naar een vroegere bewoner. 
De Koenenkade was van oudsher de waterkering aan de zuidkant van het Nieuwe Meer. Deze beschermde de Rietwijkeroorder polder en de Buitendijkse Buitenvelderse polder tegen het water.
Tot 1921 behoorde de Koenenkade tot Nieuwer-Amstel, daarna bij Amsterdam.
Ten westen van de spoorlijn Amsterdam – Amstelveen ligt de Koenenkade sinds de jaren dertig in het Amsterdamse Bos. Ook enkele zijtakken heten Koenenkade. De weg is niet voor gemotoriseerd verkeer geschikt en toegankelijk. De Koenenkade loopt min of meer evenwijdig met de zuidelijker gelegen Bosbaan en de noordelijk gelegen zuidoever van het Nieuwe Meer.
Nabij de Amstelveenseweg was vanaf 1915 eeuw het Station Amsterdam Koenenkade van de Haarlemmermeerspoorlijn op het baanvak Amsterdam  – Amstelveen. Het gebouw is in de jaren zestig gesloopt. De spoorlijn is tegenwoordig in gebruik bij de Electrische Museumtramlijn Amsterdam, met een halte bij de Koenenkade.
Aan de Koenenkade staat, ongeveer op de helft van het deel dat parallel loopt aan Bosbaan, aan een zijpad het houten "Uitkijkpunt Oeverlanden", een uitkijkpost van onder andere de Vogelbescherming Nederland. Zij wordt geflankeerd door twee provisorische houten brugjes, die, indien niet afgesloten, toegang geven naar de nabijgelegen rietlanden. 
De Koenenkade eindigt bij boerderij Meerzicht, tegenwoordig een pannenkoekenrestaurant. Ten noorden van Meerzicht vaart in de zomermaanden in het weekeinde een pont voor voetgangers en fietsen over het Nieuwe Meer naar de (noordelijke) Oeverlanden. Bij Meerzicht wordt het fietspad vervolgd door de Schipholdijk aan de rand van het Bos langs de Ringvaart van Haarlemmermeer in zuidelijke richting naar de Schipholdraaibrug.
Aan de Koenenkade bij brug 501 en een halte van genoemde tramlijn staat sinds 2014 de Stedenmaagd Amsterdamse Bos, die voorheen bij het Vondelpark stond.

## Bruggen en sluizen
Er zijn in de Koenenkade twee sluizen, dichtbij elkaar:
- de Koenensluis, verbinding tussen het water van de Hoornsloot en het Nieuwe Meer, met hefbrug brug 592 (Amsterdams brugnummer);
- de Bosbaansluis, verbinding van het water van de Bosbaan met het Nieuwe Meer, met ophaalbrug 507.

Tussen deze twee sluizen ligt nog een brug (591). Verder zijn er ook andere bruggen in de Koenenkade. De bruggen in en bij de Koenenkade hebben alle een brugnummer van de gemeente Amsterdam, omdat het Amsterdamse Bos, hoewel gedeeltelijk in de gemeente Amstelveen gelegen, beheerd wordt door de gemeente Amsterdam.

## Afbeeldingen

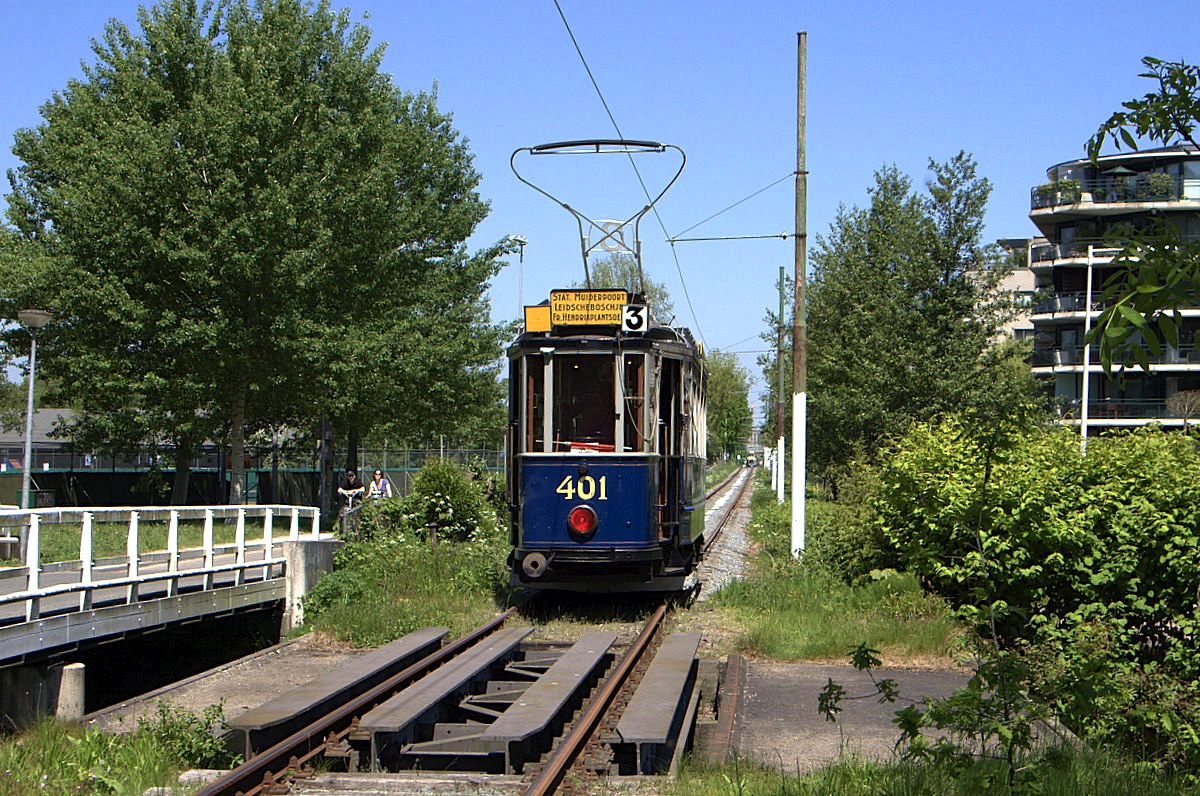
Tram op de Museumtramlijn, op brug 1552, vertrekt van de halte Koenenkade.
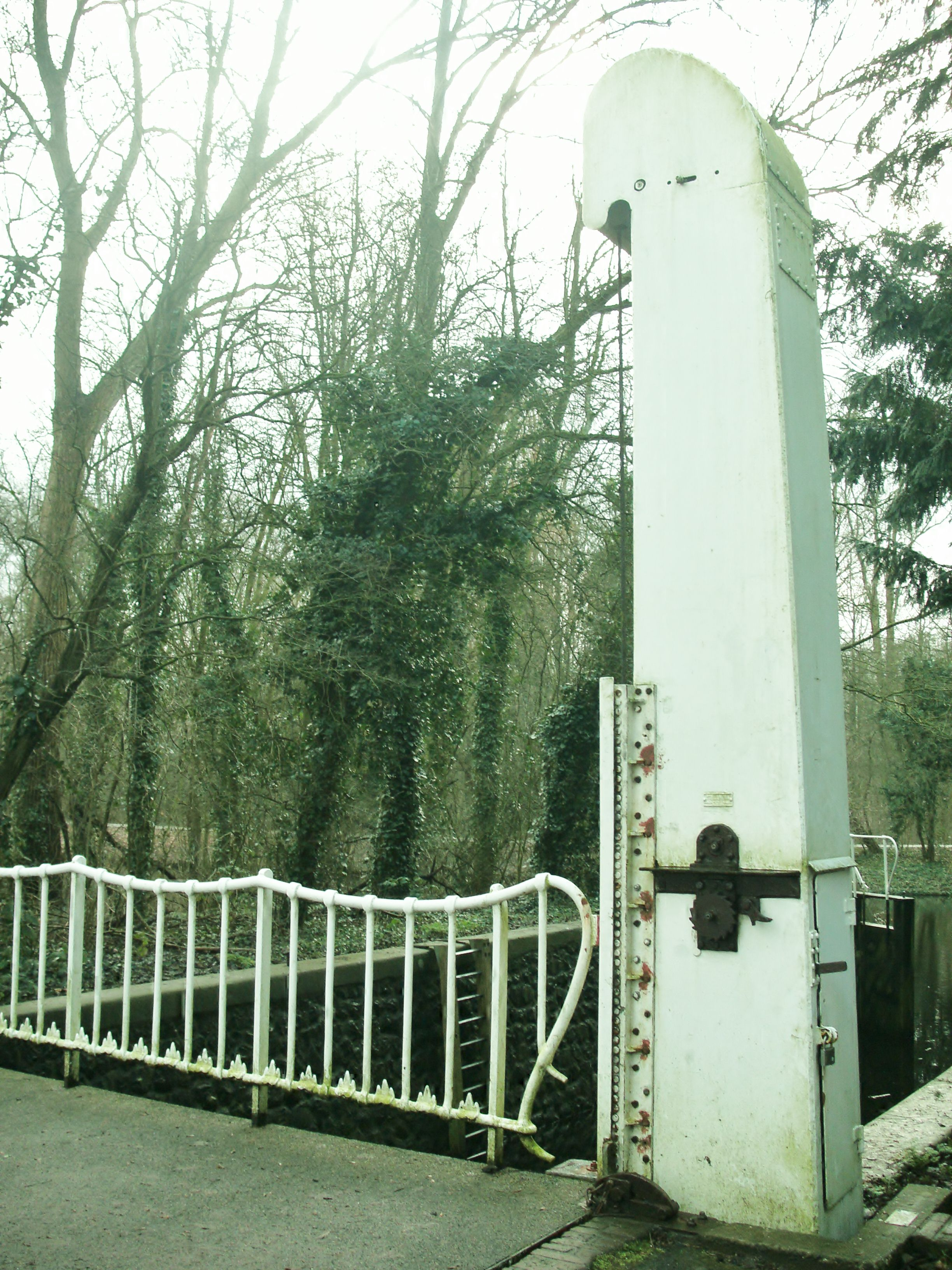
Brug 592 over Koenensluis
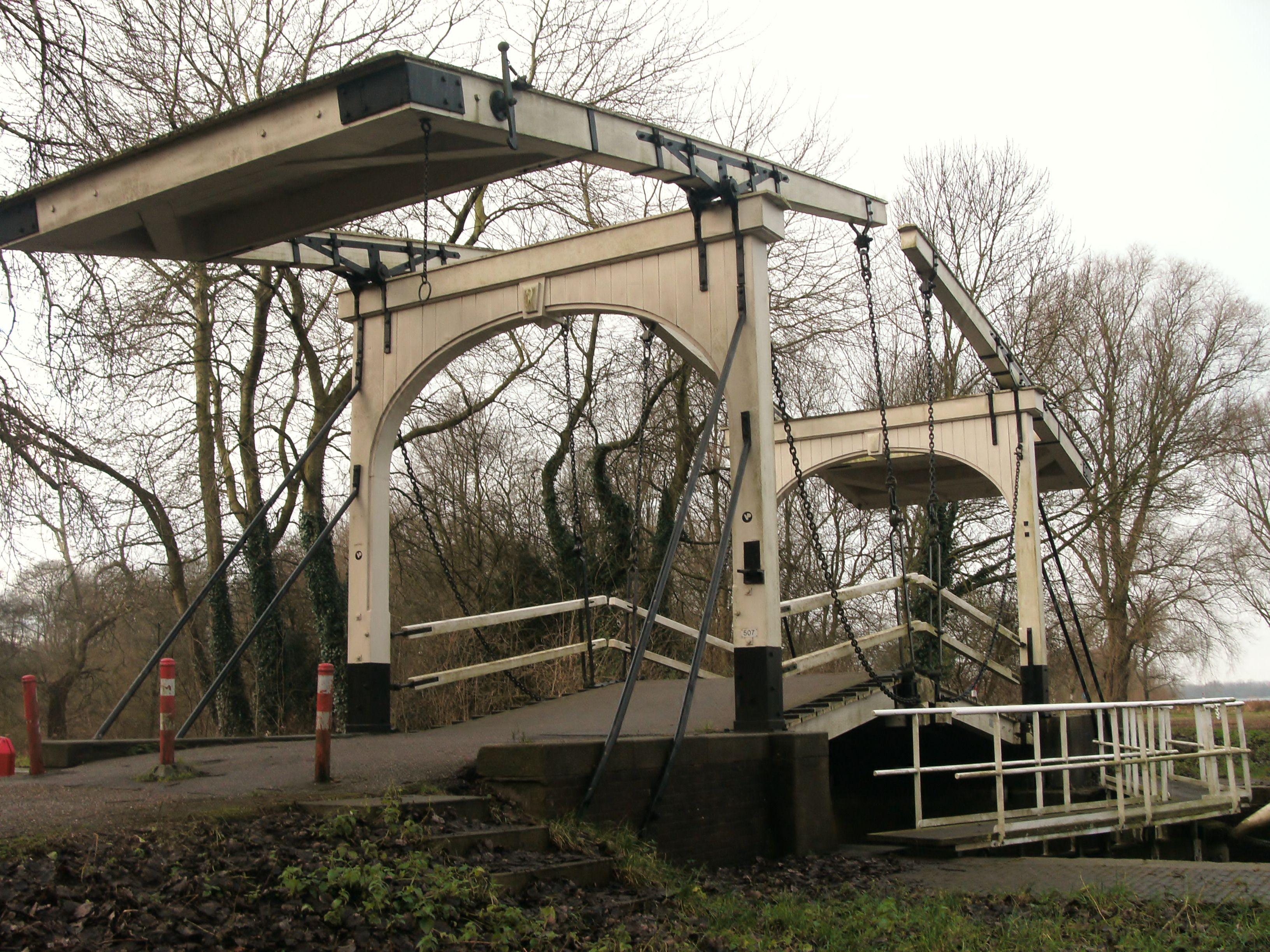
Brug 507 over Bosbaansluis
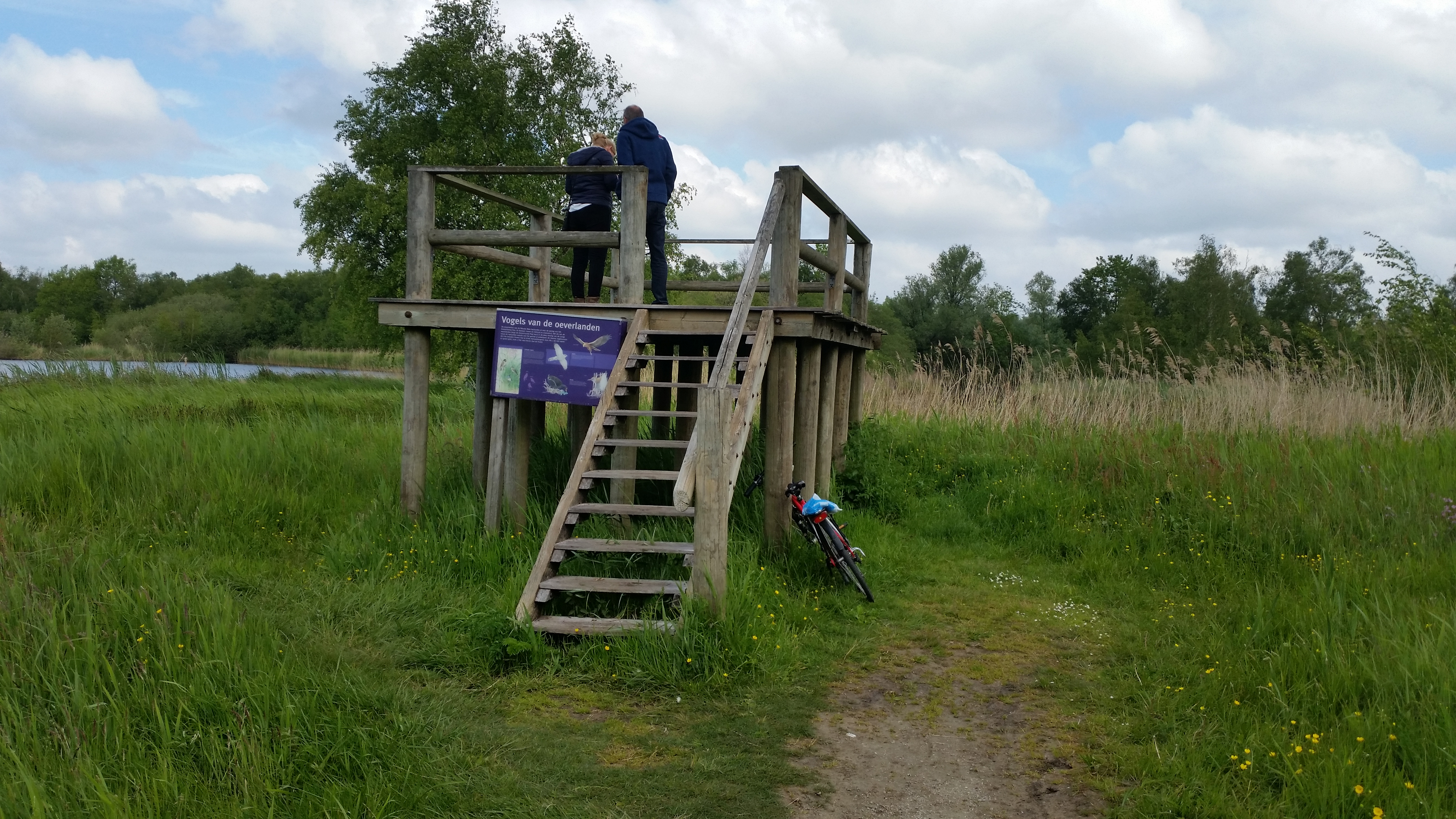
Uitkijkpunt Oeverlanden (mei 2019)
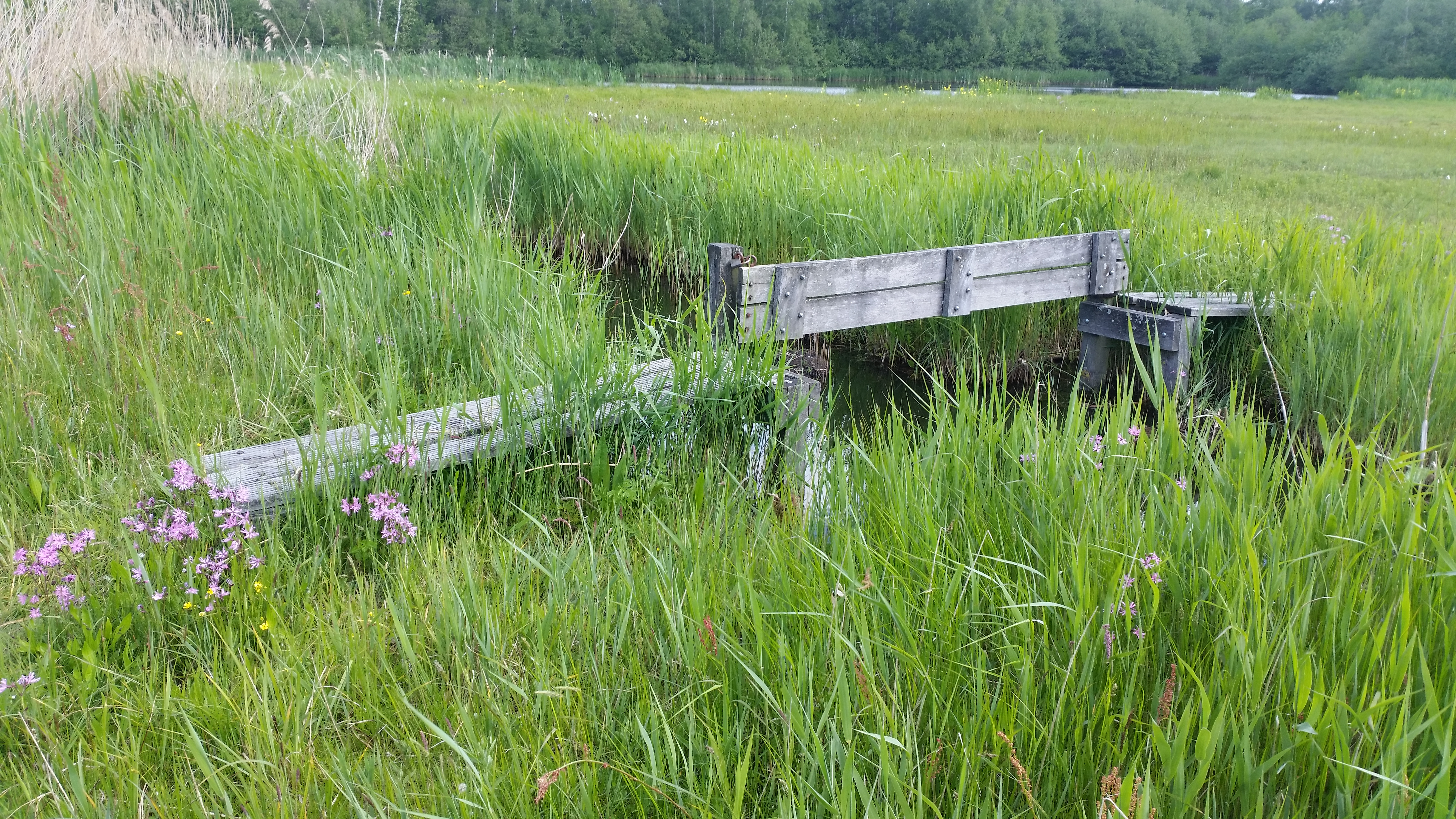
Een van de twee brugjes bij Uitkijkpunt Rietlanden (mei 2019)